# Атила Драгонер
Атила Драгонер (мађ. Dragóner Attila; Будимпешта, 15. новембар 1974) је бивши мађарски фудбалер и репрезентативац.
Био је дефанзивац ференцварошког Торна клуба из Будимпеште, Мађарска. Драгонер је био стабилни члан првих постава у својим клубовима.

## Каријера

### Клуб
Раније је два пута био играч Фрадија, од којих је други пут био успешнији: освојио је две титуле првака и две победе у купу. С обзиром да је био дефанзивац постигао је велики број голова за тимове у којима је играо. Године 2004. потписао је уговор са Португалским тимом Виторија Гимараис, где је после кратког времена уврштен у репрезентацију шампионата у друштву португалских и бразилских звезда.
У лето 2006. вратио се у Илеи ут и он је то назвао га једним од најлепших тренутака у свом животу. Брзо је доказао да може да пружи велику подршку тиму, јер је очигледно био најбољи на терену у првом мечу ФТК-а у НБ II, а наставио је да буде међу најбољима и након тога, запамћен је између осталог, да је постигао два ударца главом. Пет година је био кључни играч зелено-белог клуба, из којег се повукао 2011. године, постигавши гол у свом последњем мечу. 

### Репрезентација
Између 1996. и 2005. године у репрезентацији Мађарске се појавио 28 пута. Био је члан тима који је учествовао на Олимпијским играма у Атланти 1996. године.

## Достигнућа

### Клуб
- Будимпешта ВШК:
- Куп Мађарске: 
  - финалиста: 1996/97
- Ференцварош:
- НБ I шампион:
  - шампион: 2000/01, 2003/04
- Куп Мађарске: 
  - победник: 2002/03, 2003/04
- Суперкуп Мађарске: 
  - победник: Суперкуп Мађарске у фудбалу 2004.[5]
- НБ II шампион:
  - шампион: 2008/09,
- Виторија Гимараис:
- Куп УЕФА: 
  - групна фаза: 2005/06.